# Рекрутинг
Рекру́тинг (від фр. recruit — «набирати», «вербувати»; спочатку про солдат, яких вербували в королівську армію) — підбір персоналу в штат компанії, або під замовлення клієнта у випадку рекрутингового агентства; основна функція і обов'язок менеджерів по персоналу та рекрутерів.
Рекрутинг — обов'язковий та необхідний процес у кожній організації будь-якої сфери діяльності: від якості та ефективності даного процесу напряму залежить її фінансова результативність.